# سیمور (ویسکانسین)
سیمور، ویسکانسین  (به انگلیسی: Seymour) شهری در شهرستان اوتگیمی ایالت ویسکانسین است که در سال ۱۸۷۹ بنیان‌گذاری شده‌است. این شهر طبق سرشماری سال ۲۰۱۰ میلادی ۳٬۴۵۱ نفر جمعیت داشته‌است.

## نگارخانه

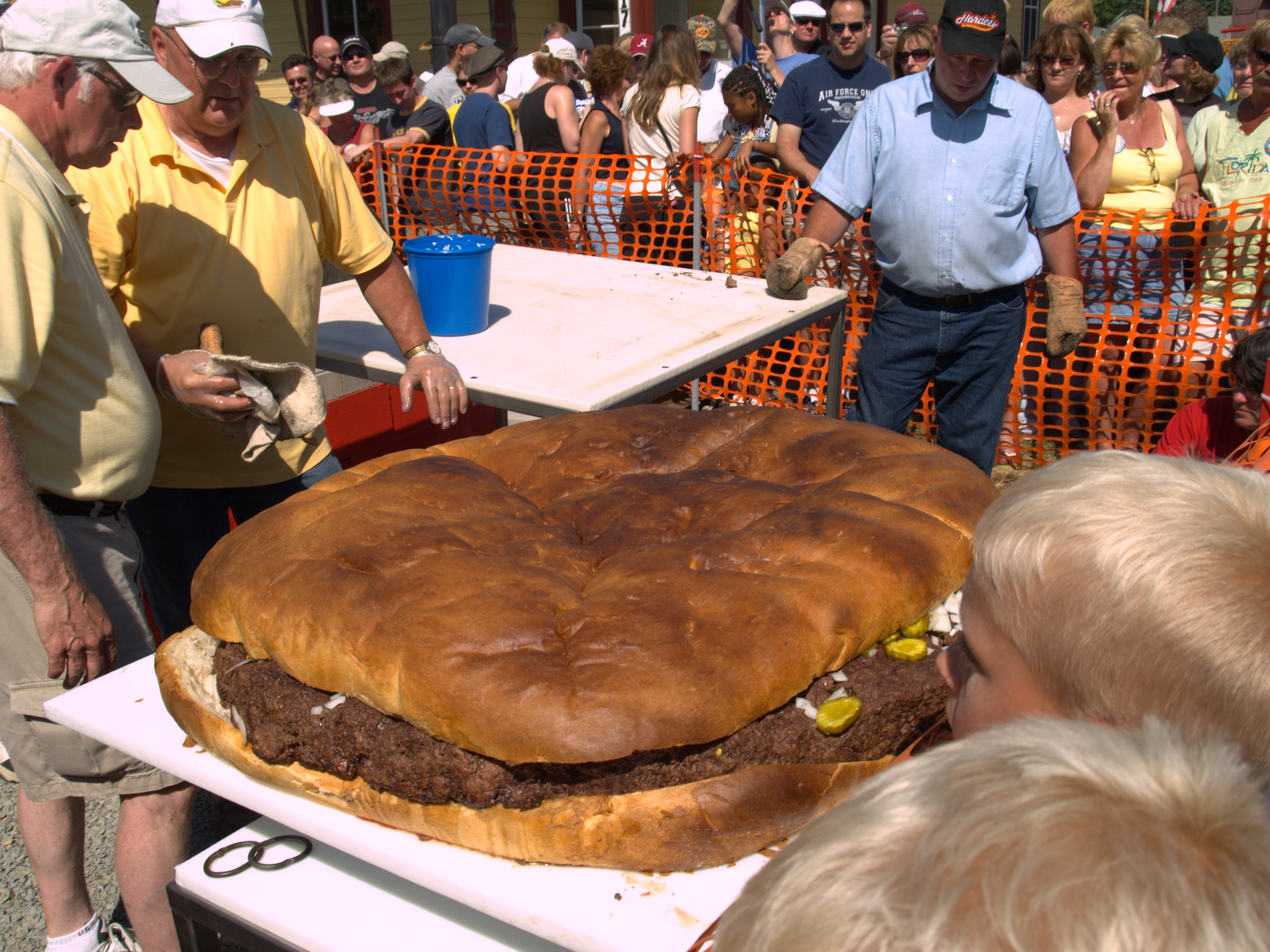